# سیارک ۱۱۳۰۸
سیارک ۱۱۳۰۸ (به انگلیسی: 11308 Tofta، نامگذاری:1993FF76)۱۱۳۰۸مین سیارک کشف شده‌است که در ۲۱ مارس ۱۹۹۳ کشف شد.